# Abborrvattnet (Ströms socken, Jämtland, 712999-145877)
Abborrvattnet är en sjö i Strömsunds kommun i Jämtland och ingår i Ångermanälvens huvudavrinningsområde. Sjön har en area på 0,0967 kvadratkilometer och ligger 312,5 meter över havet. Sjön avvattnas av vattendraget Abborrvattenån.

## Delavrinningsområde
Abborrvattnet ingår i det delavrinningsområde (712973-145714) som SMHI kallar för Utloppet av Abborrvattnet. Medelhöjden är 387 meter över havet och ytan är 18,24 kvadratkilometer. Det finns ett avrinningsområde uppströms, och räknas det in blir den ackumulerade arean 31,83 kvadratkilometer. Abborrvattenån som avvattnar avrinningsområdet har biflödesordning 4, vilket innebär att vattnet flödar genom totalt 4 vattendrag innan det når havet efter 257 kilometer. Avrinningsområdet består mestadels av skog (62 procent). Avrinningsområdet har 0,1 kvadratkilometer vattenytor vilket ger det en sjöprocent på 16,1 procent.